# Dekanat Stargard Zachód

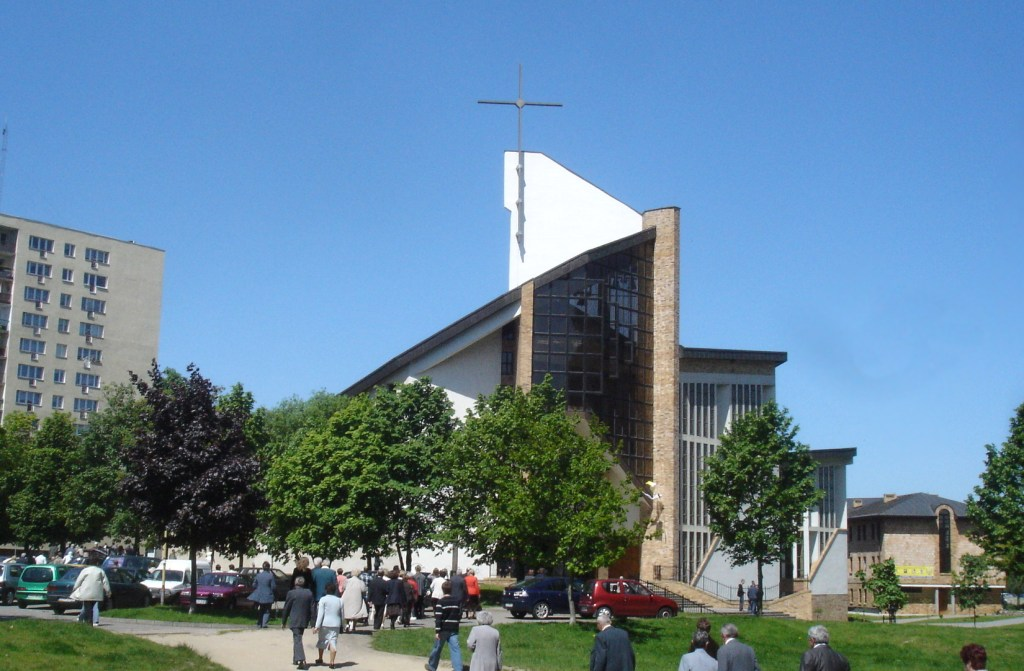
kościół Miłosierdzia Bożego

Dekanat Stargard Zachód – jeden z dwóch dekanatów w Stargardzie w archidiecezji szczecińsko-kamieńskiej.

## Parafie
- Grzędzice (pw. śś. Apostołów Piotra i Pawła)
- Kolin (pw. Przemienienia Pańskiego)
- Rzeplino (pw. MB Różańcowej)
- Stargard (pw. Ducha Świętego)
- Stargard (pw. Miłosierdzia Bożego)
- Stargard (pw. Najświętszego Serca Pana Jezusa)
- Stargard (pw. Świętego Krzyża)
- Stargard (pw. Przemienienia Pańskiego)
- Witkowo Pierwsze (pw. Zwiastowania Pańskiego)

## Funkcje w dekanacie
- Dziekan: ks. kanonik Janusz Szczepaniak – Stargard, Kościół Miłosierdzia Bożego
- Wicedziekan: ks. kan. mgr lic. Robert Śnieg – Stargard, Kościół św. Ducha
- Ojciec duchowy: ks. Waldemar Sadowski – Rzeplino, Kościół Matki Bożej Różańcowej
- Ref. ds. rodzin: ks. kan. Jan Śniegowski – Stargard, Kościół  Przemienienia Pańskiego